# Polish Archaeology in the Mediterranean
Polish Archaeology in the Mediterranean (PAM) – rocznik naukowy wydawany od 1990 roku w Warszawie przez Centrum Archeologii Śródziemnomorskiej Uniwersytetu Warszawskiego; od 2007 r. współwydawcą są Wydawnictwa Uniwersytetu Warszawskiego.
Początkowo publikowane w nim były wyniki prac polskich archeologów pracujących z ramienia CAŚ UW w rejonie Morza Śródziemnego (min. Egipt, Syria, Irak, Cypr). Z czasem PAM przekształcił się w czasopismo w pełni recenzowane przez niezależnych ekspertów, o rozszerzonym zakresie tematycznym. Zasięgiem terytorialnym obejmuje szeroko pojęty Bliski Wschód, w tym Półwysep Arabski i Kaukaz, jak również północną i północno-wschodnią Afrykę. Zakres chronologiczny obejmuje okresy od prehistorii poprzez wszystkie epoki historyczne po późny okres islamski. Od 2013 r. publikowane są dodatkowe fascykuły tematyczne poświęcone konkretnym zagadnieniom.
Wszystkie tomy czasopisma są dostępne online w otwartym dostępie (Open Access).